# 크리스틴 엘리스
크리스틴 엘리스(Christine Elise, 1965년 2월 12일 ~ )는 미국의 배우이다.

## 출연 작품
- 컬트 오브 처키 (2017)
- 파러슈트 걸즈 (2015)
- 더 리빙스턴 가드너 (2015)
- 그래스하퍼 (2012)
- 루트 30, 투! (2012)
- 파인딩 호프 (2011)
- 프롬 (2011)
- 루트 30 (2007)
- 웨어 데얼즈 어 윌 (2006)
- 모하비 폰 부스 (2006)
- 아메리칸 하드코어 (2006)
- 터뷸런스 4 (2000)
- 화성 탈출 AD 2017 (1999)
- 배니싱 포인트 (1997)
- 모정의 선택 (1997)
- 머니맨 (1993)
- 보디 에일리언 (1993)
- 사탄의 인형 2 (1990)
- 더 타운 불리 (1988)

### 텔레비전
- 베벌리힐스 아이들 (1991)
- In the Heat of the Night (1991)
- ER (1994)
- 21 점프 스트리트 (1995)
- 성범죄수사대: SVU (2005)
- 참드 (2005)